# هنريكي مورا
هنريكي مورا هو لاعب كرة قدم برازيلي في مركز الدفاع، ولد في 8 فبراير 1991 في غويانيا في البرازيل. لعب مع ديبورتيفو سابريسا ونادي غوياس ونادي فيلا نوفا.

## وصلات خارجية
- Henrique Moura على موقع قاعدة بيانات كرة القدم.إي يو (الإنجليزية)
- Henrique Moura على موقع Soccerway.com (الإنجليزية)